# Moroteuthopsis longimana
Moroteuthopsis longimana (Filippova, 1972) è una specie di calamaro della famiglia degli Onicoteutidi originaria delle acque antartiche.

## Descrizione
È una specie di grandi dimensioni: il mantello può raggiungere una lunghezza massima di 108 cm, mentre la lunghezza totale può raggiungere i 225 cm. È caratterizzata da un mantello morbido, carnoso, ricco di ioni ammonio, in gran parte cilindrico e leggermente affusolato posteriormente. Presenta numerose creste morbide longitudinali sul tegumento esterno e pinne romboidali deboli, brevi e a forma di cuore. Le clave tentacolari sono allungate e presentano 27-38 uncini disposti in due serie mediali e due serie marginali di piccole ventose.

## Distribuzione e habitat
Questa specie originaria dell'oceano Australe ha una distribuzione circumglobale. La sua presenza è stata riscontrata nel mar di Tasman e nelle acque attorno alla Georgia del Sud, alle Falkland, alle Orcadi del Sud (mare di Scotia), all'isola del Principe Edoardo, a Marion, a Gough, alle isole Auckland, alle isole degli Antipodi e a Macquarie, nonché al largo del Cile.

## Biologia
M. longimana è una specie epi-mesopelagica e bentonico-batiale di grandi dimensioni e ampiamente distribuita. Si incontra dalla superficie fino a considerevoli profondità, a giudicare dalla presenza di esemplari rinvenuti negli stomaci dei predatori: merluzzi australi, lemarghi, albatri urlatori, testagrigia e sopraccigli neri, pinguini reali, elefanti di mare del sud, iperodonti australi, capodogli e naselli; ossifraghe del sud, petrelli del Capo e stercorari bruni sono stati visti nutrarsi di esemplari morti che galleggiavano in superficie. Una delle prede principali di questo calamaro è il krill (Euphausia superba). Dal momento che il suo tessuto muscolare contiene ioni ammonio, si ritiene che sia capace di galleggiare nella colonna d'acqua e che presenti uno stile di vita passivo, alimentandosi dai grandi banchi di krill quasi stazionari. A quanto pare, M. longimana si accoppia e depone le uova durante l'inverno australe nelle acque attorno alle isole Crozet e probabilmente anche attorno alle altre isole sub-antartiche elencate sopra. La specie sembra essere più numerosa in prossimità della convergenza antartica.